# Медовичка сулавеська
Медови́чка сулавеська (Myzomela chloroptera) — вид горобцеподібних птахів родини медолюбових (Meliphagidae). Ендемік Індонезії. 

## Опис

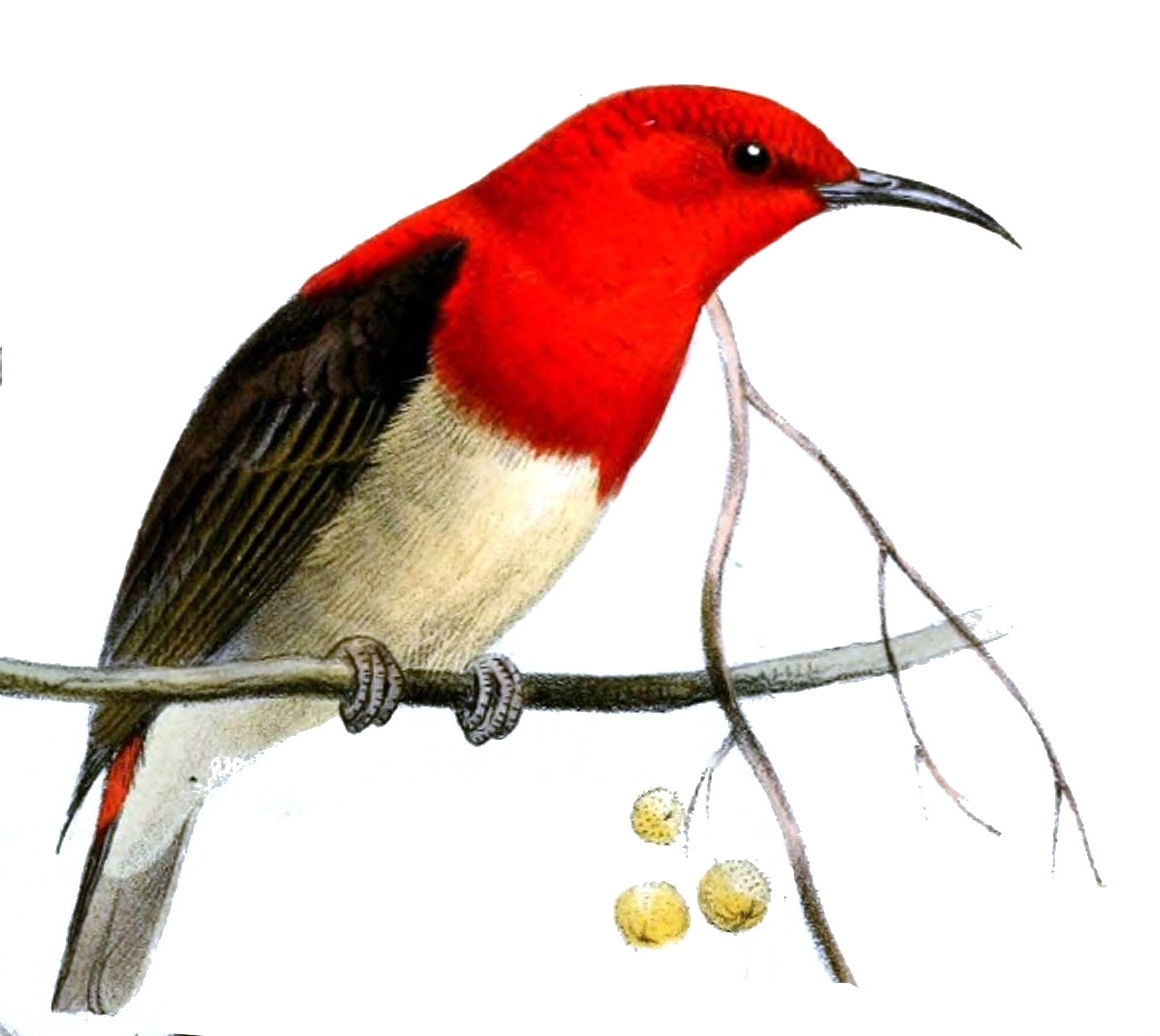
Сулавеська медовичка

Довжина птаха становить 11 см. Виду притаманний статевий диморфізм. У самців голова, шия, груди, спина і гузка червоні. Крила і хвіст, на крилах зелені відблиски. Живіт білий. У самиць верхня частина тіла коричнева, нижня частина тіла сіра, горло оранжеве. Дзьоб довгий, чорний, вигнутий.

## Підвиди
Виділяють чотири підвиди:
- M. c. chloroptera Walden, 1872 — північ, центр і південний схід Сулавесі, острова Сула[en];
- M. c. juga Riley, 1921 — південний захід Сулавесі;
- M. c. eva Meise, 1929 — острови Селаяр[en] і Танаджампея[en];
- M. c. batjanensis Hartert, E, 1903 — острів Бачан.

## Поширення і екологія
Сулавеські медовички мешкають у вологих гірських і рівнинних тропічних лісах та в мангрових лісах.